# Arenal del Castillo

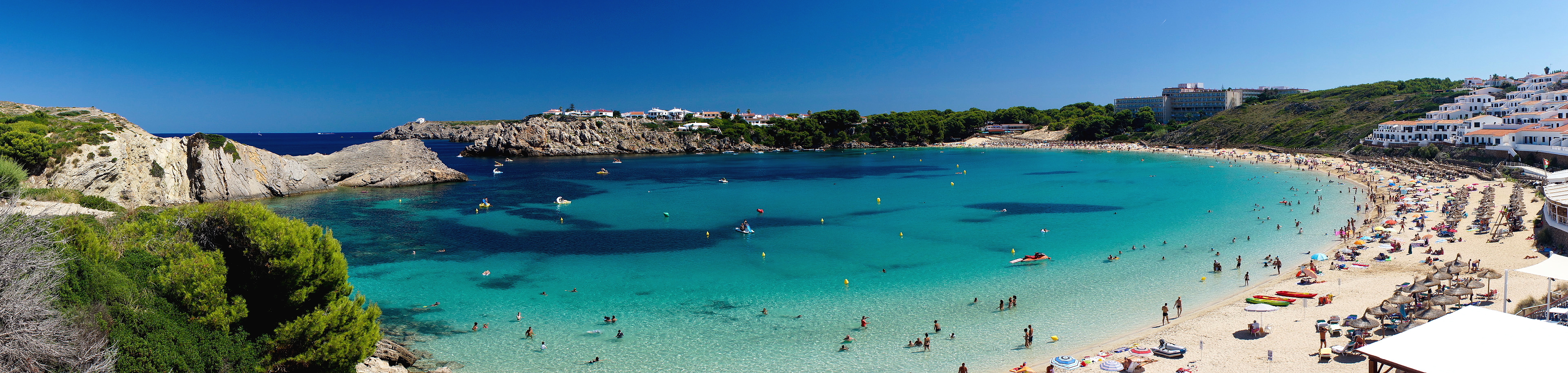
Arenal del Castillo.

El Arenal del Castillo (en catalán y oficialmente S'Arenal d'en Castell) es una playa y una localidad situada en la costa norte de Menorca, en el municipio español del Mercadal. Tiene una población de 447 habitantes (2011).
La playa tiene una longitud de 660 metros y una anchura de 25. Detrás hay una urbanización del mismo nombre. Al oeste de esta playa se encuentra el Arenal de Son Saura. Aunque las playas son de dominio público, dado que las fincas eran de titularidad privada (pertenecientes a la familia Saura), eran de facto, playas privadas hasta que Santiago Saura las vendió.
- Datos: Q3817815
- Multimedia: Arenal d'en Castell / Q3817815